# Ferran Hurtado Sanchis
Ferran Hurtado Sanchís (Tavernes Blanques, 1913 - Manresa, 2001) fue un pintor, dibujante, docente y crítico de arte. Residente en Manresa desde principios de los años cuarenta. Licenciado en pintura y dibujo, fue discípulo de Ricardo Verde Rubio y Martí Vidal Corella.
Catedrático de dibujo en el Instituto Lluís de Peguera. Marido de Amparo Díaz  Fernández. También pintora.
Profesor de la Escuela de Artes y Oficios de Manresa. Autor o coautor de libros de texto sobre su especialización docente. Ejerció la crítica y la divulgación del arte mediante artículos, charlas por radio y conferencias. Recorrió una buena parte del Estado español e hizo viajes al extranjero. Hay obras suyas a los museos de Igualada y el Museo Comarcal de Manresa.
En los años 60 escribe al menos tres libros para la Editorial Cosmos llamados Dibujo, Dibujo Lineal y Metodología del dibujo.
Su primera exposición tuvo lugar en Manresa, en el Teatro Kursaal de Manresa en 1942. Hizo exposiciones individuales (por ejemplo en La Plana del Olmo) y colectivas.